# Боровець (Пясечинський повіт)
Боровець (пол. Borowiec) — село в Польщі, у гміні Тарчин Пясечинського повіту Мазовецького воєводства.
Населення — 60 осіб (2011).
У 1975-1998 роках село належало до Варшавського воєводства.

## Демографія
Демографічна структура станом на 31 березня 2011 року:
|          | Загалом | Допрацездатний вік | Працездатний вік | Постпрацездатний вік |
| -------- | ------- | ------------------ | ---------------- | -------------------- |
| Чоловіки | 31      | 4                  | 22               | 5                    |
| Жінки    | 29      | 5                  | 18               | 6                    |
| Разом    | 60      | 9                  | 40               | 11                   |